# Lê Ngọc Bình
Lê Ngọc Bình (chữ Hán: 黎玉玶; 22 tháng 1 năm 1785 - 10 tháng 10 năm 1810), thụy hiệu Đức phi (德妃), còn gọi là Lê Đức phi (黎德妃) hoặc Đệ Tam Cung Thận Đức Phi vốn là công chúa nhà Hậu Lê, sau trở thành hậu cung của Cảnh Thịnh Đế Nguyễn Quang Toản nhà Tây Sơn, và cuối cùng là phi tần của hoàng đế Gia Long.
Lê Ngọc Bình cùng Dương Vân Nga là hai người phụ nữ nổi tiếng vì làm hậu phi của hai vị vua thuộc hai triều đại khác nhau trong lịch sử Việt Nam. Đặc biệt ở đây lại là nhà Tây Sơn và nhà Nguyễn, hai triều đại nổi tiếng đối địch tàn khốc trong lịch sử Việt Nam.

## Thân thế
Bà là con gái út của vua Lê Hiển Tông, mẹ là Chiêu nghi Nguyễn Thị Điều, sinh ngày 12 tháng 12 năm Cảnh Hưng 45 (tức ngày 22 tháng 1 năm 1785) tại Thăng Long.
Bà là em gái cùng cha khác mẹ của công chúa Lê Ngọc Hân, còn bà Chiêu nghi Nguyễn Thị Điều là người cùng làng với bà Chiêu nghi Nguyễn Thị Huyền, mẹ của Lê Ngọc Hân.
Năm Cảnh Thịnh thứ 3 (1795), sau khi quyền thần Bùi Đắc Tuyên bị dẹp, Bắc cung Hoàng hậu Lê Ngọc Hân tiến cử Ngọc Bình cho Cảnh Thịnh Đế Nguyễn Quang Toản. Công chúa Ngọc Bình trở thành hậu cung của Cảnh Thịnh Đế, tuy nhiên theo Quốc sử di biên, có lẽ bà chỉ là phi tần chứ chưa phải là Hoàng hậu như nhiều thông tin, nhưng điều này còn tồn nghi.

## Thời Gia Long
Trong bộ sách Quốc sử di biên do Phan Thúc Trực soạn vào năm Tự Đức thứ 4 đến thứ 5 (1851-1852) có đoạn: 
Năm Nhâm Tuất, Gia Long năm đầu (1802)... Ngày 21 Canh Thân, Thế Tổ (Gia Long) đến kinh thành Thăng Long, hào mục bắt anh em Nguyễn Quang Toản dâng lên vua... dâng nộp bà phi Lê Thị Ngọc Bình vào trong cung vua...
Khi Cảnh Thịnh chạy ra Bắc, không hiểu vì lý do gì, Ngọc Bình và một số cung nữ bị kẹt ở Phú Xuân. Gia Long chiếm Phú Xuân, thấy Ngọc Bình trẻ đẹp, ăn nói dịu dàng, dáng điệu thướt tha nên ông quyết định nạp làm phi. Triều thần của vua Gia Long xúm lại can ngăn, họ nói: "Bệ hạ nay có cả thiên hạ, thiếu gì gái đẹp, việc gì phải lấy vợ của giặc làm vợ mình!". Gia Long cười ha hả mà nói: "Đến đất nước của giặc “tau” còn lấy, huống chi là vợ giặc, “tau” lấy vợ giặc làm vợ “tau” thì có chi mô!"
Mặc dù có lời can ngăn, nhưng sau đó Lê Thị Ngọc Bình vẫn được phong làm Chiêu Nghi (昭儀), và sinh được hai hoàng tử nhà Nguyễn là Quảng Uy công Nguyễn Phúc Quân (sinh năm 1809), Thường Tín công Nguyễn Phúc Cự (sinh năm 1810) và 2 công chúa là Mỹ Khê Công chúa Ngọc Khuê và An Nghĩa Công chúa Ngọc Ngôn.
Sách Đại Nam thực lục chép:
Canh Ngọ, Gia Long năm thứ 9 [1810], Chiêu Nghi là Lê thị (con gái út của Lê Hiển Tông) mất, tặng Đức phi, an táng ở Trúc Lâm, Hương Trà, Thừa Thiên.
Lập từ đường ở Kim Long, sau dời qua làng Phú Xuân, nay thờ tại từ đường của Thường Tín Quận Công.
Do phải sinh nở liên tục nên sức khỏe của Ngọc Bình cứ thế yếu dần, cho đến khi qua đời vào năm 1810 khi chỉ vừa bước sang tuổi 25. Bà được Gia Long ban thụy là Cung Thận Đức phi (恭慎德妃) và cho an táng tại làng Trúc Lâm.
Tháng 12 năm 2009, tẩm mộ được cải táng về đồi Mâm Xôi, thuộc khu Đồng Chầm, phường Hương Hồ, thị xã Hương Trà, tỉnh Thừa Thiên Huế.
Chị em Ngọc Hân và Ngọc Bình có nhiều điểm tương đồng: Hai bà đều là công chúa con vua Hiển Tông nhà Hậu Lê, hai bà đều sinh trưởng ở ngoài Bắc, lớn lên hai bà đều lấy chồng là hoàng đế nhà Tây Sơn, cả hai bà đều là Hoàng hậu tại Phú Xuân. Do những điểm tương đồng căn bản đó mà những câu chuyện truyền tụng về cuộc đời hai bà, gây ra sự lầm lẫn giữa Ngọc Hân và Ngọc Bình. Từng có người cho rằng người lấy Nguyễn Ánh là Ngọc Hân nhưng trên thực tế Ngọc Hân đã mất từ năm 1799.
Ngọc Bình là con vua Lê Hiển Tông, có 2 đời chồng là vua Quang Toản nhà Tây Sơn và vua Gia Long nhà Nguyễn. Do số phận lạ lùng, dân gian có câu ca dao nói về bà: 
"Số đâu có số lạ lùng
Con vua lại lấy hai chồng làm vua"